# Olympische Sommerspiele 1996/Teilnehmer (Brunei)
| Gelbes Symbol für Goldmedaillen mit stilisierten Olympischen Ringen | Graues Symbol für Silbermedaillen mit stilisierten Olympischen Ringen | Braundes Symbol für Bronzemedaillen mit stilisierten Olympischen Ringen |
| ------------------------------------------------------------------- | --------------------------------------------------------------------- | ----------------------------------------------------------------------- |
| —                                                                   | —                                                                     | —                                                                       |

Brunei nahm bei den Olympischen Sommerspielen 1996 zum ersten Mal an Olympischen Spielen teil. Die Mannschaft bestand aus einem Sportler, der in einem Wettbewerb startete. Die Flagge Bruneis wurde während der Eröffnungsfeier am 19. Juli 1996 von Jefri Bolkiah Abdul Hakeem, dem Prinzen von Brunei, in das Olympiastadion getragen.
Acht Jahre zuvor, in Seoul, war Brunei bereits mit einem Offiziellen an der Eröffnungs- und Abschlussfeier anwesend. Damals nahm jedoch kein Athlet an den Spielen teil.
| Name                       | Alter | Geschlecht | Sportart | Resultat(e)       |
| -------------------------- | ----- | ---------- | -------- | ----------------- |
| Jefri Bolkiah Abdul Hakeem | 23    | männlich   | Schießen | Platz 49 im Skeet |